# Fifång
Fifång är en ö i Mörkö socken i Södertälje kommun, belägen fem sjömil sydöst om Trosa. Det är den största ön i Fifångs naturreservat.

## Historia
Fifång omnämns redan på 1200-talet i farledsbeskrivningen Kung Valdemars segelled. Första gången Fifång omnämns i jordeböcker är 1551 och här fanns då ett torp tillhörigt kronan. År 1568 blev Fifång ett frälsetorp under  Hörningsholms slott och från 1650 under Tullgarns slott. När ryssarna plundrade skärgården 1719 verkar Fifång av okänd anledning skonats. 
Den nuvarande arrendatorsbostaden härrör från 1935, det äldre "lilla huset" är uppfört 1885. Fram till 1935 saknades tillgång till dricksvatten på ön.
Norrviken utnyttjades efter gammalt som ankarplats för skutor och andra fartyg vid ogynnsamt väder. Söderviken där arrendatorsbostaden är belägen har sedan 1960-talet med en del av ön arrenderats av Södertälje båtsällskap.
Under andra världskriget byggdes en observationsbunker på öns östra udde som skulle kunna eldleda det tunga batteriet på Järflotta mot mål öster om Landsort.
1977 gick den sovjetiska oljetankern Tsesis på grund på Kärringhällan i Södertäljeleden precis intill Fifångs södra udde varvid cirka 1000 kubikmeter olja läckte ut.

## Miljö
Fifång är genomskuret av två stora vikar; Sörviken från söder och Norra fladen från norr. Dalgången mellan dem utgörs av strandängar och odlingsmark. Huvuddelen av ön utgörs av granskog med inslag av ädellövskog och alkärr. På öns norra udde ligger Drummelberget som når 41 m ö.h.

### Övriga källor
- Fifång Södertälje båtsällskap
- Fifång Södertälje kommun